# フランセス・ダフォ
フランセス・ダフォ（Frances Dafoe、1929年1月17日 - 2016年9月23日）は、カナダ出身のフィギュアスケート選手。1956年コルチナ・ダンペッツオオリンピックペア銀メダリスト。1954年、1955年世界フィギュアスケート選手権ペアチャンピオン。パートナーはノリス・ボーデン。

## 経歴
- ノリス・ボーデンとペアを組む。
- 1952年オスロオリンピックに出場、5位。
- 1952年より1955年までカナダフィギュアスケート選手権4連覇。
- 1954年、1955年世界フィギュアスケート選手権優勝。
- 1956年コルチナ・ダンペッツオオリンピックで銀メダルを獲得。
- 1991年カナダ勲章を受章。
- 2016年、87歳で死去。

## 主な戦績
| 大会/年      | 1950-51 | 1951-52 | 1952-53 | 1953-54 | 1954-55 | 1955-56 |
| ------------ | ------- | ------- | ------- | ------- | ------- | ------- |
| オリンピック |         | 5       |         |         |         | 2       |
| 世界選手権   | 4       | 4       | 2       | 1       | 1       | 2       |
| カナダ選手権 | 2       | 1       | 1       | 1       | 1       |         |